# Bonyad
Bonyad (Persană بنیاد „Fundație") reprezintă o instituție caritabilă din Iran (neavând un echivalent în Occident) care joacă un rol important în economia nepetrolieră a țării, controlând aproximativ 20% din PIB și dirijând venituri către grupurile și organizațiile care sprijină Republica Islamică. Întrucât sunt scutite de plata taxelor, aceste fundații sunt considerate „veriga slabă a economiei Iranului”, dar și criticate pentru atragerea de „subvenții uriașe de la stat” în timp ce deturnează producția către piața neagră și oferă asistență limitată și inadecvată celor săraci. În fapt, conduse de persoane religioase sub supravegherea liderului suprem, ayatollahul Khamenei, ele formează o economie paralelă și neoficială a Iranului, care concurează și subminează sectorul privat. 

## Istoric

### Monarhie
Bonyadele există simbolic de pe vremea monarhiei iraniene, înființate ca fundații regale de către șahul Mohammad Reza Pahlavi, însă acestea erau permanent criticate pentru că reprezentau doar un paravan al carității în spatele căruia se ascundeau nepotismul, protecția economică a exponenților regalității și interesele „menținerii șahului la putere”. Semănând mai degrabă a corporații ascunse decât a trusturi caritabile, aceste bonyade au investit puternic în dezvoltarea proprietăților precum stațiunea din insula Kish și erau orientate cu preponderență către clasele mijlocii și înalte, și nu către cei nevoiași.

### Republica islamică
După Revoluția iraniană din 1979, bonyadele au fost redenumite și naționalizate, cu intenția declarată a redistribuirii veniturilor acestora către familiile martirilor revoluției și către cei săraci. De asemenea, bunurile cetățenilor ale căror idei sau poziții sociale se dovedeau contrare politicii promovate de noul guvern islamic au fost confiscate și donate bonyadelor, fără alte compensații. Astăzi există peste 100 astfel de bonyade care sunt criticate pentru aceleași motive ca și predecesoarele lor, formând consorții scutite de taxe și subvenționate de guvern. Acestea primesc sume importante de bani din donații religioase și răspund direct doar Liderului Suprem al Iranului. 
Bonyadele activează în domenii diverse, de la agricultură (terenuri vaste cultivate cu bumbac sau soia) până la turism (lanțuri de hoteluri), industrie (producția de autoturisme) sau servicii de transport. Cea mai importantă fundație, „Bonyad-e Mostazafen va Janbazan” (Fundația pentru cei asupriți și cu dizabilități), de exemplu, „controlează 20% din producția țării de textile, 40% din producția de băuturi nealcoolice, două treimi din cea a produselor din sticlă și o parte importantă din cea a țiglelor, chimicalelor și cauciucurilor”. Unii economiști susțin că directorul acesteia (și nu ministrul finanțelor sau președintele Băncii Centrale) reprezintă cea mai importantă poziție în economia Iranului. Pe lângă bonyadele naționale generale, „aproape fiecare oraș iranian are propria sa bonyadă”, afiliată cu mullahii locali. Numărul angajaților bonyadelor variază de la 400.000  „până la chiar 5 milioane”.  Bonyadele joacă, de asemenea, un rol crucial în răspândirea influenței iraniene prin activități internaționale extinse, ce includ filantropia sau comerțul.

## Critici aduse
Bonyadele sunt considerate extrem de risipitoare: cu prea mulți angajați , corupte și în general neprofitabile. În 1999, Mohammad Forouzandeh, un fost ministru al apărării, declara că 80% dintre bonyade pierdeau banii țării.
Bonyadele se află în competiție cu sectorul privat al Iranului, ale cărui companii se plâng de inechitate, întrucât fundațiile caritabile beneficiază de conexiuni politice care le furnizează avantaje pe piața locală. Prin simpla lor existență, bonyadele împiedică o competiție economică sănătoasă, utilizarea eficientă a capitalului și a altor resurse, precum și creșterea economică a țării.

### Unificarea sistemului de securitate socială a Iranului
În calitate de organizații caritabile, acestea ar trebui să asigure servicii sociale celor săraci și oprimați. Întrucât sunt peste 100 de astfel de organizații care operează independent, „guvernul nu deține o evidență clară asupra cui, cum și de ce i se oferă ajutor și asistență”. Mai mult, bonyadele nu sunt incluse în Codul fiscal și astfel nu pot fi obiectul unui audit financiar. Nesupravegheate de guvernatorul Băncii Centrale, bonyadele „își apără cu grijă cărțile de ochii celor curioși.”. Lipsa unor reglementări adecvate și a controlului acestor fundații a îngreunat eforturile guvernului, încă din 2003, pentru crearea unui sistem național de securitate socială cuprinzător și unificat. Iranul are peste 12 milioane de oameni care trăiesc sub pragul sărăciei, dintre care 6 milioane nu sunt sprijiniți de nicio fundație sau organizație.
Pentru a face o distincție clară între activitățile bonyadelor și cele ale organizațiilor guvernamentale de securitate socială, bonyadele ar trebui să se ocupe de centrele de formare profesională, de reabilitare, cele socioeconomice și băncile cooperative (în timp ce ar finanța aceste activități de pe urma proprietăților comerciale proprii, care ar putea fi apoi privatizate). Organizațiile de securitate socială, pe de altă parte, ar putea avea responsabilitate exclusivă asupra șomajului, costurilor de reorientare/formare profesională, fondurile pensiilor sau fondurilor pentru persoanele cu dizabilități etc.
Mai degrabă decât organizații caritabile, bonyadele sunt descrise drept „companii care asigură venituri grupurilor și mediilor sociale care susțin regimul”, dar nu ajută clasa de jos. Altă reclamație le descrie ca exercitându-și misiunea caritabilă doar în primul deceniu al Republicii Islamice și „renunțând progresiv la funcțiile sociale în detrimentul altor activități comerciale” după moartea ayatollahului Khomeini. Bonyadele locale din orașe și sate sunt acuzate deseori de tehnici de extorcare pentru a obține donațiile tradiționale islamice șiite în valoare de 20% (Khums) de la patronii afacerilor locale.

### Confiscarea bunurilor
În scrisoarea adresată de ayatollahul Khomeini către Consiliul Revoluționar, acesta preciza că „toate bunurile financiare ale șahului și familiei sale regale vor fi depozitate în băncile Consiliului Revoluționar, ținute separate de bunurile statului”. Controlul acestor bani a revenit în responsabilitatea bonyadelor. 
În cazul confiscării proprietăților și bunurilor familiei Boroumand din orașul Isfahan, judecătorul Tribunalului Revoluționar Islamic responsabil de acest ordin ilegal, a fost identificat drept criminal și executat de către regimul islamic. Cu toate acestea, decizia sa a rămas valabilă. 
În cazurile rare în care tribunalele au ordonat fundației Mostazafan să returneze proprietățile confiscate ilegal, aceasta a refuzat acest lucru, oferind în schimb bani care să acopere prețurile echivalente ale bunurilor la momentul confiscării (1979), compensând practic doar o mică parte din adevărata valoare a acestora.

## Lista celor mai importante bonyade
- Mostazafen Foundation, una dintre cele mai mari organizații de binefacere, fondată în 1979 cu bunurile familiei ultimului șah, Mohammad Reza Pahlavi; operează o varietate largă de activități caritabile, cu un capital raportat în bunuri de 10 miliarde de dolari (2003). [18] Conform Forbes este a doua cea mai mare companie din Iran, după compania de stat iraniană National Oil Co. [19]
- Astan Quds Razavi (care administrează locurile sfinte ale Imamului Reza), cu un capital de 15 miliarde de dolari în bunuri (2003)[18]
- NAJA Cooperation Bonyad
- IRGC Cooperation Bonyad
- Bonyad Shahid va Omur-e Janbazan (Fundația martirilor și veteranilor de război), una dintre cele mai mari bonyade, cuprinzând peste 100 de companii, oferă ajutor familiilor martirilor din urma războiului irano-irakian (1980-1988)
- Fundația de pelerinaj
- Fundația pentru locuințe
- Comitetul de ajutor Imam Khomeini, oferă beneficii în caz de rănire/accidentare/îmbolnăvire la locul de muncă unor muncitori din sectorul privat.

## Linkuri externe
- Imam Khomeiny Relief Foundation Arhivat în 29 aprilie 2009, la Wayback Machine.
- Bonyad Shahid va Isaar-Garaan (Foundation of the Martyrs and the Affairs of Self-Sacrificers) Arhivat în 10 aprilie 2007, la Wayback Machine.
- Bonyad-e Mostazafan va Janbazan (Foundation for the Oppressed and Disabled)
- Astan Quds Razavi (Imam Reza Shrine Foundation) Arhivat în 3 martie 2008, la Wayback Machine.